# Nekrolog Juli 2007
Nekrolog
◄◄
| ◄
| 2003
| 2004
| 2005
| 2006
| 2007 | 2008 | 2009 | 2010 | 2011 | ► | ►►
Januar |
Februar |
März |
April |
Mai |
Juni |
Juli |
August |
September |
Oktober |
November |
Dezember 2007
Weitere Ereignisse | Allgemeiner Nekrolog 2007
Die Beschreibung der verstorbenen Person sollte so kurz wie möglich gehalten sein und nur deren signifikante Tätigkeit(en) enthalten.
Neue Namen ggf. auch unter dem Geburts- und Sterbedatum, also etwa unter 1. Januar und im Geburts- und Sterbejahr (2024) eintragen (nur bei entsprechender großer Wichtigkeit). Für Beispiele siehe die schon vorhandenen Artikel.
Außerdem über die fünf zuletzt Verstorbenen, zu denen es einen ausreichend guten Artikel für eine Präsentation auf der Hauptseite gibt, nach der todesbedingten Überarbeitung der Artikel ggf. auch unter Wikipedia Diskussion:Hauptseite informieren und sie am besten auch in den anderen Wikipedia-Sprachversionen eintragen. Tipp: Regelmäßig bei news.google.de nach „ist tot“, „gestorben“ oder „verstorben“ suchen.
Wenn eine Person gestorben ist, gibt es viele Seiten zu dieser Person in der Wikipedia, die davon auch betroffen sind und entsprechend aktualisiert werden müssen. Beispiele: Namenübersichtsseite, Geburtsjahr, Geburtsort-Seiten und viele mehr.
Wie finde ich die betroffenen Seiten?
Im Suchfeld auf der linken Seite gibt man den Suchbegriff so ein: „Vorname Nachname“. Dann klickt man auf Volltext und alle Seiten mit entsprechendem Suchtext werden aufgerufen. Hier sieht man dann schnell, wo auch das Todesjahr Sinn macht oder sogar ein Teil des Artikels angepasst werden muss. Auch hilft das „Werkzeug“ auf der linken Seite sehr gut, um solche Seiten aufzufinden: „Links auf diese Seite“. Somit ist die Wikipedia wieder aktuell in allen Bereichen! Hinweis: bei Eintragung der Kategorie „Gestorben JAHR“ wird der Missbrauchsfilter 49 ausgelöst, was jedoch nicht schlimm ist. Siehe: Spezial:Missbrauchsfilter/49
Dies ist eine Liste von im Juli 2007 verstorbenen bekannten Persönlichkeiten. Die Einträge erfolgen innerhalb der einzelnen Daten alphabetisch sortiert. Tiere sind im Nekrolog für Tiere zu finden.

## Juli
| Tag      | Name                                           | Beruf, bekannt als                                                                                            | Alter | Beleg |
| -------- | ---------------------------------------------- | --- | ----- | ----- |
| 1. Juli  | Kurt Barthel                                   | deutscher Politiker (SPD), MdA                                                                                | 86    |       |
| 1. Juli  | Chen Xiaoming                                  | chinesischer Dissident                                                                                        | 54    |       |
| 1. Juli  | Fjodor Serafimowitsch Druschinin               | russischer Musiker                                                                                            | 75    |       |
| 1. Juli  | Richard Geller                                 | französischer Physiker                                                                                        | 80    |       |
| 1. Juli  | Jörg Kalt                                      | französischer Filmemacher                                                                                     | 40    |       |
| 1. Juli  | Robert McBride                                 | US-amerikanischer Komponist                                                                                   | 96    |       |
| 1. Juli  | Günther Schartz (Politiker, 1930)              | deutscher Politiker (CDU), MdL, MdB und Landwirt                                                              | 76    |       |
| 1. Juli  | Dina St Johnston                               | britische Informatikerin                                                                                      | 76    |       |
| 1. Juli  | Elemer Tordai                                  | rumänischer Basketballspieler und -trainer                                                                    | 36    |       |
| 01. Juli | Earl Watkins                                   | US-amerikanischer Jazz-Schlagzeuger                                                                           | 87    |       |
| 2. Juli  | Philip Booth                                   | US-amerikanischer Dichter                                                                                     | 81    |       |
| 2. Juli  | Raymond Bréchet                                | Schweizer Jesuit                                                                                              |       |       |
| 2. Juli  | Max Douy                                       | französischer Filmarchitekt                                                                                   | 93    |       |
| 2. Juli  | Volker Eckert                                  | deutscher Serienmörder                                                                                        | 48    |       |
| 2. Juli  | Giuseppe Forti                                 | italienischer Astronom                                                                                        | 67    |       |
| 2. Juli  | Marc Fossard                                   | französischer Kameramann                                                                                      | 94    |       |
| 2. Juli  | John R. Hogness                                | US-amerikanischer Mediziner                                                                                   | 85    |       |
| 2. Juli  | Peter Lyman                                    | US-amerikanischer Informationswissenschaftler                                                                 | 66    |       |
| 2. Juli  | Beverly Sills                                  | US-amerikanische Opernsängerin                                                                                | 78    |       |
| 2. Juli  | Hy Zaret                                       | US-amerikanischer Liedtexter und Komponist                                                                    | 99    |       |
| 3. Juli  | Hanggi Boller                                  | Schweizer Eishockeyspieler und Eishockeytrainer                                                               | 85    |       |
| 3. Juli  | Johnny Frigo                                   | US-amerikanischer Jazzbassist und -violinist                                                                  | 90    |       |
| 3. Juli  | René Gertsch                                   | Schweizer Künstler                                                                                            | 68    |       |
| 3. Juli  | Felix Gerritzen                                | deutscher Fußballspieler                                                                                      | 80    |       |
| 3. Juli  | Ulrike Gschwandtner                            | österreichische Sozialwissenschaftlerin                                                                       | 41    |       |
| 3. Juli  | German Hofmann                                 | deutscher Musiker der volkstümlichen Musik                                                                    | 65    |       |
| 3. Juli  | Andreas Mitzenheim                             | deutscher Politiker (CDU), Oberbürgermeister von Gera                                                         | 55    |       |
| 3. Juli  | Pedro Sbalchiero Neto                          | brasilianischer Geistlicher, Bischof von Vacaria                                                              | 53    |       |
| 3. Juli  | Claude Pompidou                                | französische Frau, First Lady Frankreichs                                                                     | 94    |       |
| 3. Juli  | Boots Randolph                                 | US-amerikanischer Musiker                                                                                     | 80    |       |
| 4. Juli  | Barış Akarsu                                   | türkischer Rockmusiker und Schauspieler                                                                       | 28    |       |
| 4. Juli  | Liane Bahler                                   | deutsche Profi-Radsportlerin                                                                                  | 25    |       |
| 4. Juli  | Raimund Eberle                                 | deutscher Jurist und Regierungspräsident von Oberbayern (1975–1994)                                           | 78    |       |
| 4. Juli  | Kostas Kapnisis                                | griechischer Pianist und Komponist der Jazz- und Unterhaltungsmusik                                           | 86    |       |
| 4. Juli  | Kent North                                     | britischer Pornodarsteller                                                                                    | 35    |       |
| 4. Juli  | Bill Pinkney                                   | US-amerikanischer Sänger                                                                                      | 81    |       |
| 4. Juli  | Henrique Viana                                 | portugiesischer Schauspieler                                                                                  | 71    |       |
| 5. Juli  | Régine Crespin                                 | französische Opernsängerin (Sopran)                                                                           | 80    |       |
| 5. Juli  | Odile Speed Crick                              | britische Malerin                                                                                             | 86    |       |
| 5. Juli  | Eros Macchi                                    | italienischer Dokumentarfilmer                                                                                | 86    |       |
| 5. Juli  | Kerwin Mathews                                 | US-amerikanischer Filmschauspieler                                                                            | 81    |       |
| 5. Juli  | George Melly                                   | britischer Jazz-Sänger und Autor                                                                              | 80    |       |
| 5. Juli  | Mike Portelly                                  | britischer Unterwasser-Fotograf, Kameramann und Filmregisseur                                                 |       |       |
| 6. Juli  | Peter H. Backhaus                              | deutscher Filmemacher                                                                                         | 85    |       |
| 6. Juli  | Richard Hale Goodwin                           | US-amerikanischer Botaniker                                                                                   | 96    |       |
| 6. Juli  | Hans-Peter Linss                               | deutscher Bankier                                                                                             | 78    |       |
| 6. Juli  | Dmitri Semjonowitsch Lwow                      | russischer Ökonom                                                                                             | 77    |       |
| 6. Juli  | Don Mumford                                    | US-amerikanischer Jazzmusiker                                                                                 | 53    |       |
| 6. Juli  | Georg Stoltze                                  | deutscher Radrennfahrer                                                                                       | 76    |       |
| 6. Juli  | Herbert Trebesch                               | deutscher Vizeadmiral                                                                                         | 91    |       |
| 6. Juli  | Steven G. Tyler                                | US-amerikanischer Schauspieler                                                                                | 50    |       |
| 6. Juli  | Marguerite Vogt                                | deutsch-US-amerikanische Virologin                                                                            | 94    |       |
| 6. Juli  | Eileen Wearne                                  | australische Leichtathletin                                                                                   | 95    |       |
| 6. Juli  | Kathleen E. Woodiwiss                          | US-amerikanische Schriftstellerin                                                                             | 68    |       |
| 6. Juli  | Lois Wyse                                      | US-amerikanische Autorin und Kolumnistin                                                                      | 80    |       |
| 7. Juli  | Juan de Ávalos                                 | baskischer Bildhauer                                                                                          | 95    |       |
| 7. Juli  | Ion Calvocoressi                               | britischer Offizier und Börsenmakler                                                                          | 88    |       |
| 7. Juli  | Emilienne Galicier                             | französische Politikerin                                                                                      | 96    |       |
| 7. Juli  | Hias                                           | österreichischer Sänger, Entertainer und Ziehharmonikaspieler                                                 | 56    |       |
| 7. Juli  | Anne McLaren                                   | britische Entwicklungsbiologin                                                                                | 80    |       |
| 7. Juli  | Donald Michie                                  | britischer Biowissenschaftler und Forscher                                                                    | 83    |       |
| 7. Juli  | Poldi Mildner                                  | österreichisch-argentinische Pianistin                                                                        | 93    |       |
| 7. Juli  | Bernhard Molitor                               | deutscher Beamter und Vorsitzender der EU-Deregulierungskommission                                            | 74    |       |
| 7. Juli  | Jack Odell                                     | britischer Ingenieur                                                                                          | 87    |       |
| 7. Juli  | John Szarkowski                                | US-amerikanischer Fotografie-Kunsthistoriker, Kunstkritiker, Kurator und Fotograf                             | 81    |       |
| 8. Juli  | Gottfried Biegelmeier                          | österreichischer Physiker                                                                                     | 82    |       |
| 8. Juli  | Jindřich Feld                                  | tschechischer Komponist                                                                                       | 82    |       |
| 8. Juli  | Kurt Hertha                                    | deutscher Komponist und Textdichter                                                                           | 81    |       |
| 8. Juli  | Jerry Itō                                      | japanischer Sänger und Schauspieler                                                                           | 79    |       |
| 8. Juli  | Alemão                                         | brasilianischer Fußballspieler                                                                                | 23    |       |
| 8. Juli  | Heiri Kollegger                                | Schweizer Musiker                                                                                             | 82    |       |
| 8. Juli  | Rainer Mang                                    | deutscher Bildhauer                                                                                           | 64    |       |
| 8. Juli  | Gerhard Schiedewitz                            | deutscher Journalist                                                                                          | 82    |       |
| 8. Juli  | Kajo Schommer                                  | deutscher Politiker (CDU)                                                                                     | 67    |       |
| 8. Juli  | Chandra Shekhar                                | indischer Politiker, Premierminister Indiens                                                                  | 80    |       |
| 8. Juli  | Jack B. Sowards                                | US-amerikanischer Drehbuchautor, Filmproduzent und Filmschauspieler                                           | 78    |       |
| 9. Juli  | Emil Bonetti                                   | österreichischer katholischer Priester                                                                        | 84    |       |
| 9. Juli  | Claus Boysen                                   | deutscher Schauspieler                                                                                        | 69    |       |
| 9. Juli  | André Chouraqui                                | französisch-israelischer Jurist, Politiker und Schriftsteller                                                 | 89    |       |
| 9. Juli  | Hans Eschenbrenner                             | deutscher Sportschütze                                                                                        | 96    |       |
| 9. Juli  | Varty Hart                                     | US-amerikanischer Jazzmusiker und Clubbesitzer                                                                | 85    |       |
| 9. Juli  | Warren M. Hirsch                               | US-amerikanischer Mathematiker                                                                                | 88    |       |
| 9. Juli  | Natalia Karp                                   | britische Pianistin                                                                                           | 94    |       |
| 9. Juli  | Seán Keegan                                    | irischer Politiker                                                                                            | 77    |       |
| 9. Juli  | Charles Lane                                   | US-amerikanischer Schauspieler                                                                                | 102   |       |
| 9. Juli  | Hermann Logsch                                 | deutscher Oberst und Fernmeldetechniker                                                                       | 98    |       |
| 9. Juli  | Muhsin Mahdi                                   | US-amerikanischer Arabist und Islamwissenschaftler irakischer Herkunft                                        | 81    |       |
| 9. Juli  | Elvina Makarian                                | armenische Jazzsängerin                                                                                       | 56    |       |
| 9. Juli  | Maria Opitz-Döllinger                          | deutsche Politikerin (Ökologisch-Demokratische Partei)                                                        | 89    |       |
| 9. Juli  | Ralph S. Paffenbarger Jr.                      | US-amerikanischer Mediziner                                                                                   | 84    |       |
| 9. Juli  | Nicolae Proca                                  | rumänischer Fußballspieler und -trainer                                                                       | 81    |       |
| 9. Juli  | Günther Wartenberg                             | deutscher Theologe und Kirchenhistoriker                                                                      | 64    |       |
| 9. Juli  | John P. Wilson                                 | irischer Politiker                                                                                            | 84    |       |
| 10. Juli | Christa Czempiel                               | deutsche Politikerin (SPD), MdB                                                                               | 82    |       |
| 10. Juli | Otto Dullenkopf                                | deutscher Kommunalpolitiker (CDU), MdL, Oberbürgermeister von Karlsruhe (1970–1986)                           | 87    |       |
| 10. Juli | Abdul Rashid Ghazi                             | islamischer Geistlicher und radikaler Islamist                                                                |       |       |
| 10. Juli | Frank Kilroy                                   | US-amerikanischer American-Football-Spieler, -Trainer und -Funktionär                                         | 86    |       |
| 10. Juli | Paulette Libermann                             | französische Mathematikerin                                                                                   | 87    |       |
| 10. Juli | Doug Marlette                                  | US-amerikanischer Karikaturist und Schriftsteller                                                             | 57    |       |
| 10. Juli | Ona Narbutienė                                 | litauische Musikwissenschaftlerin                                                                             | 76    |       |
| 10. Juli | August Paterno                                 | österreichischer Fernsehkaplan                                                                                | 71    |       |
| 10. Juli | Hans-Stephan Stender                           | deutscher Radiologe                                                                                           | 87    |       |
| 10. Juli | Roman Straßmair                                | österreichischer Widerstandskämpfer                                                                           | 90    |       |
| 10. Juli | Zheng Xiaoyu                                   | chinesischer Beamter, wegen Korruption zum Tode verurteilt                                                    |       |       |
| 11. Juli | Glenda Adams                                   | australische Schriftstellerin                                                                                 | 67    |       |
| 11. Juli | Paulo de Almeida Ribeiro                       | brasilianischer Fußballspieler                                                                                | 75    |       |
| 11. Juli | Bart Burns                                     | US-amerikanischer Schauspieler                                                                                | 89    |       |
| 11. Juli | Richard Franklin                               | australischer Filmregisseur                                                                                   | 58    |       |
| 11. Juli | Clara Góra                                     | ungarische Tänzerin und Choreografin                                                                          |       |       |
| 11. Juli | Ove Grahn                                      | schwedischer Fußballspieler                                                                                   | 64    |       |
| 11. Juli | Nana Gualdi                                    | italienisch-deutsche Sängerin und Schauspielerin                                                              | 75    |       |
| 11. Juli | Lady Bird Johnson                              | US-amerikanische First Lady                                                                                   | 94    |       |
| 11. Juli | Alfonso López Michelsen                        | kolumbianischer Jurist und Präsident Kolumbiens (1974–1978)                                                   | 94    |       |
| 11. Juli | Jimmy Skinner                                  | kanadischer Eishockeyspieler, -trainer und General Manager                                                    | 90    |       |
| 11. Juli | Timothy Sprigge                                | idealistischer Philosoph                                                                                      | 75    |       |
| 11. Juli | Medha Yodh                                     | indisch-amerikanische Tanzwissenschaftlerin                                                                   | 79    |       |
| 11. Juli | Leon Zelman                                    | österreichischer Geschäftsführer des Jewish Welcome Service                                                   | 79    |       |
| 12. Juli | Robert Burås                                   | norwegischer Gitarrist und Songschreiber                                                                      | 31    |       |
| 12. Juli | Saeed Chmagh                                   | irakischer Fahrer und Kameramann                                                                              | 40    |       |
| 12. Juli | Nigel Dempster                                 | britischer Journalist                                                                                         | 65    |       |
| 12. Juli | Joseíto                                        | spanischer Fußballspieler                                                                                     | 80    |       |
| 12. Juli | Mathilde Lehmann                               | deutsche Kommunalpolitikerin (SPD)                                                                            | 90    |       |
| 12. Juli | Jim Mitchell                                   | US-amerikanischer Filmproduzent                                                                               | 63    |       |
| 12. Juli | Mohammad Mokri                                 | iranischer Kurdologe und Hochschullehrer                                                                      |       |       |
| 12. Juli | Nicolae Moldoveanu                             | rumänischer Komponist und Dirigent                                                                            | 85    |       |
| 12. Juli | Letty Russell                                  | US-amerikanische Theologin                                                                                    |       |       |
| 12. Juli | Heinz Schütte                                  | deutscher Theologe, Professor für Systematische Theologie                                                     | 83    |       |
| 12. Juli | Fritz Stoebe                                   | deutscher Unternehmensberater und Autor                                                                       | 84    |       |
| 12. Juli | Heinz Teufel (Galerist)                        | deutscher Galerist                                                                                            | 70    |       |
| 12. Juli | Adelmo Yori                                    | chilenischer Fußballspieler                                                                                   | 79    |       |
| 13. Juli | Paul Bohannan                                  | US-amerikanischer Anthropologe und Religionswissenschaftler                                                   | 87    |       |
| 13. Juli | Paul Faure                                     | französischer Archäologe und Altertumsforscher                                                                |       |       |
| 13. Juli | Otto von der Gablentz                          | deutscher Diplomat                                                                                            | 76    |       |
| 13. Juli | Zdeněk Lukáš                                   | tschechischer Komponist                                                                                       | 78    |       |
| 13. Juli | Shōgo Ōta                                      | japanischer Dramaturg                                                                                         | 67    |       |
| 13. Juli | Frank Robert                                   | norwegischer Film- und Theaterschauspieler sowie Sänger                                                       | 88    |       |
| 13. Juli | Kurt Runge                                     | deutscher Politiker                                                                                           | 79    |       |
| 13. Juli | George Henry Stein                             | US-amerikanischer Historiker                                                                                  | 73    |       |
| 13. Juli | Ilja Zeljenka                                  | slowakischer Komponist                                                                                        | 74    |       |
| 14. Juli | George Barlow                                  | US-amerikanischer Zoologe, Professor für Zoologe, Ichthyologe                                                 | 78    |       |
| 14. Juli | Paddy Bedford                                  | australischer Künstler                                                                                        |       |       |
| 14. Juli | John Ferguson senior                           | kanadischer Eishockeyspieler, -trainer und -funktionär                                                        | 68    |       |
| 14. Juli | Norbert Hartmann                               | deutscher Maler und Zeichner der modernen abstrakten zeitgenössischen Kunst                                   | 60    |       |
| 14. Juli | Bernard Pagel                                  | britischer Astronom und Physiker                                                                              | 77    |       |
| 14. Juli | Eckart Pankoke                                 | deutscher Soziologe und Sozialpädagoge                                                                        | 68    |       |
| 15. Juli | Lothar Budach                                  | deutscher Mathematiker und Informatiker                                                                       | 71    |       |
| 15. Juli | George W. Comstock                             | US-amerikanischer Mediziner und Forscher                                                                      | 92    |       |
| 15. Juli | Hans Fischer                                   | deutscher Politiker (SPD), Bürgermeister der Stadt Stolberg                                                   |       |       |
| 15. Juli | Karl-Heinz Gottmann                            | deutscher Arzt und buddhistischer Ordensleiter                                                                | 87    |       |
| 15. Juli | Otto Häuser                                    | deutscher Schulleiter und Schriftsteller                                                                      | 83    |       |
| 15. Juli | Kelly Johnson                                  | britische Musikerin                                                                                           | 49    |       |
| 15. Juli | Wolfgang Kummer                                | österreichischer Physiker                                                                                     | 71    |       |
| 15. Juli | Kieron Moore                                   | irischer Schauspieler                                                                                         | 82    |       |
| 15. Juli | Rudolf Ossowski                                | deutscher Pädagoge                                                                                            | 95    |       |
| 15. Juli | Schelto Patijn                                 | niederländischer Politiker                                                                                    | 70    |       |
| 15. Juli | Marina Pisareva                                | russische Managerin                                                                                           | 47    |       |
| 15. Juli | Günter Schischefski                            | deutscher Eishockeyspieler und -trainer                                                                       |       |       |
| 15. Juli | Konrad Schneller                               | deutscher Politiker (CDU), MdL                                                                                | 70    |       |
| 15. Juli | Tsang Tsou Choi                                | chinesischer Graffiti-Künstler                                                                                | 86    |       |
| 15. Juli | Heinrich Werner                                | deutscher Mediziner und Kinderarzt                                                                            | 49    |       |
| 16. Juli | Simone Barck                                   | deutsche Historikerin und Literaturwissenschaftlerin                                                          |       |       |
| 16. Juli | Siegfried Funk                                 | deutscher Kampfrichter und Sportfunktionär                                                                    | 62    |       |
| 16. Juli | Reinhold Kluthe                                | deutscher Internist, Nephrologe und Wegbereiter der modernen Ernährungsmedizin                                | 79    |       |
| 16. Juli | Michail Iwanowitsch Kononow                    | russischer Schauspieler                                                                                       | 67    |       |
| 16. Juli | Evelyn Maron                                   | deutsche Schauspielerin und Synchronsprecherin                                                                | 63    |       |
| 16. Juli | Carleton Mitchell                              | US-amerikanischer Segler und Autor                                                                            | 96    |       |
| 16. Juli | Kenneth Carroll Parkes                         | US-amerikanischer Ornithologe                                                                                 | 84    |       |
| 16. Juli | Fritz Pölking                                  | deutscher Naturfotograf und Verleger                                                                          | 71    |       |
| 16. Juli | Dmitri Alexandrowitsch Prigow                  | russischer Künstler                                                                                           | 66    |       |
| 16. Juli | Ilona Riedel-Spangenberger                     | deutsche Theologin und Professorin für Kirchenrecht                                                           | 58    |       |
| 16. Juli | Agnellus Schneider                             | deutscher Salvatorianerpater, Naturschützer, Vogelkundler, Gründer des BNO                                    | 93    |       |
| 16. Juli | Alan Shepherd                                  | britischer Motorradrennfahrer                                                                                 | 71    |       |
| 16. Juli | Kurt Steyrer                                   | österreichischer Politiker (SPÖ)                                                                              | 87    |       |
| 17. Juli | François Bruhat                                | französischer Mathematiker                                                                                    | 78    |       |
| 17. Juli | Werner Dilger                                  | deutscher Informatiker und Hochschullehrer                                                                    | 65    |       |
| 17. Juli | Erich Hofherr                                  | deutscher Jurist; Richter am Bundesverwaltungsgericht                                                         |       |       |
| 17. Juli | Gerald Hündgen                                 | deutscher Journalist und DJ                                                                                   |       |       |
| 17. Juli | Shirley Slesinger Lasswell                     | US-amerikanische Unternehmerin                                                                                | 84    |       |
| 17. Juli | Raúl Quevedo                                   | mexikanischer Fußballspieler                                                                                  |       |       |
| 17. Juli | Júlio Redecker                                 | brasilianischer Politiker                                                                                     | 51    |       |
| 17. Juli | Cheng Shifa                                    | chinesischer Künstler                                                                                         | 86    |       |
| 17. Juli | Teresa Stich-Randall                           | US-amerikanische Sopranistin                                                                                  | 79    |       |
| 18. Juli | Kurt Bigler                                    | Schweizer Pädagoge                                                                                            | 81    |       |
| 18. Juli | Wayne A. Downing                               | US-amerikanischer General und Terrorismus-Experte                                                             | 67    |       |
| 18. Juli | Heinrich von Einsiedel                         | deutscher Politiker (SED, PDS), MdB                                                                           | 85    |       |
| 18. Juli | Alejo Benedicto Gilligan                       | argentinischer Geistlicher, Bischof von Nueve de Julio                                                        | 91    |       |
| 18. Juli | Jerry Hadley                                   | US-amerikanischer Opernsänger (Tenor)                                                                         | 55    |       |
| 18. Juli | Arne Heckele                                   | deutscher Extrembergsteiger                                                                                   | 46    |       |
| 18. Juli | Charles Jauncey, Baron Jauncey of Tullichettle | britischer Jurist                                                                                             | 82    |       |
| 18. Juli | Kjell Johnsen                                  | norwegischer Physiker                                                                                         | 86    |       |
| 18. Juli | Miyamoto Kenji                                 | japanischer Politiker                                                                                         | 98    |       |
| 18. Juli | Bernhard Mühlschlegel                          | deutscher Physiker                                                                                            | 81    |       |
| 18. Juli | Vasile Panait                                  | rumänischer Fußballspieler und -trainer                                                                       | 65    |       |
| 18. Juli | Sergei Schilkin                                | deutscher Unternehmer russischer Herkunft                                                                     | 91    |       |
| 18. Juli | Karl Seebach                                   | deutscher Mathematiker und Didaktiker                                                                         | 95    |       |
| 18. Juli | Sekou Sundiata                                 | US-amerikanischer Dichter und Künstler                                                                        | 58    |       |
| 19. Juli | Günther Baumgärtel                             | deutscher Fußballschiedsrichter                                                                               | 78    |       |
| 19. Juli | Roberto Fontanarrosa                           | argentinischer Comiczeichner                                                                                  | 62    |       |
| 19. Juli | Manfred Hendl                                  | deutscher Geograph und Klimatologe                                                                            | 76    |       |
| 19. Juli | Hayao Kawai                                    | japanischer Psychologe                                                                                        | 79    |       |
| 19. Juli | Rudolf Günter Langer                           | deutscher Schriftsteller                                                                                      | 83    |       |
| 19. Juli | Gary Lupul                                     | kanadischer Eishockeyspieler                                                                                  | 48    |       |
| 19. Juli | Enrique Pélach y Feliú                         | spanischer Geistlicher, Bischof von Abancay in Peru                                                           | 89    |       |
| 19. Juli | Cyril Romney                                   | britischer Politiker, Chief Minister der Britischen Jungferninseln                                            | 76    |       |
| 19. Juli | Birgit Schneider                               | deutsche Bibliothekswissenschaftlerin                                                                         | 52    |       |
| 19. Juli | Donald Tansley                                 | kanadischer Staatsbediensteter                                                                                | 82    |       |
| 19. Juli | Helmut Wandmaker                               | deutscher Offizier, Unternehmer und Buchautor                                                                 | 90    |       |
| 20. Juli | Ollie Bridewell                                | britischer Motorradrennfahrer                                                                                 |       |       |
| 20. Juli | Oskar-Wilhelm Büchel                           | deutscher Pädagoge und Politiker (CDU), MdL                                                                   | 82    |       |
| 20. Juli | Diedrich Hinrichs                              | deutscher Politiker (SPD), MdL                                                                                | 85    |       |
| 20. Juli | Antônio Carlos Magalhães                       | brasilianischer Politiker                                                                                     | 79    |       |
| 20. Juli | Tamara Faye Messner                            | US-amerikanische christliche Sängerin, Evangelistin, Unternehmerin, Autorin sowie Fernsehpersönlichkeit       | 65    |       |
| 20. Juli | Matthias Pöschl                                | katholischer Priester, Dichter                                                                                | 82    |       |
| 20. Juli | David Preece                                   | englischer Fußballspieler                                                                                     | 44    |       |
| 20. Juli | Quirino Adolfo Schmitz                         | brasilianischer Geistlicher, Bischof von Teófilo Otoni                                                        | 88    |       |
| 20. Juli | Hans-Joachim Schweitzer                        | deutscher Apotheker, Paläobotaniker und Hochschullehrer                                                       | 79    |       |
| 20. Juli | Kai Siegbahn                                   | schwedischer Physiker                                                                                         | 89    |       |
| 21. Juli | Don Arden                                      | britischer Musikmanager                                                                                       | 81    |       |
| 21. Juli | Charlotte Asendorf                             | deutsche Schauspielerin                                                                                       | 87    |       |
| 21. Juli | Gilbert Bozon                                  | französischer Schwimmer                                                                                       | 72    |       |
| 21. Juli | João Resende Costa                             | brasilianischer Geistlicher, Erzbischof von Belo Horizonte                                                    | 96    |       |
| 21. Juli | Sophie Bothilde Jensen                         | deutsch-dänische Malerin                                                                                      | 95    |       |
| 21. Juli | Emmerich Koller                                | österreichischer Politiker (SPÖ)                                                                              | 86    |       |
| 21. Juli | Eckart Mensching                               | deutscher Altphilologe                                                                                        | 70    |       |
| 21. Juli | Jesús de Polanco                               | spanischer Medienunternehmer                                                                                  | 77    |       |
| 21. Juli | Wolfgang Rödel                                 | deutscher Medienwissenschaftler und Featureautor                                                              | 83    |       |
| 21. Juli | Dubravko Škiljan                               | kroatischer Philologe                                                                                         | 57    |       |
| 21. Juli | Sherwin Wine                                   | Gründer der Gesellschaft für Humanistisches Judentum                                                          | 79    |       |
| 22. Juli | Quido Adamec                                   | tschechischer Eishockeyschiedsrichter                                                                         | 82    |       |
| 22. Juli | Miguel Ángel Araújo Iglesias                   | spanischer Geistlicher, Bischof von Mondoñedo-Ferrol                                                          | 87    |       |
| 22. Juli | Carmelo Camet                                  | argentinischer Florettfechter                                                                                 | 102   |       |
| 22. Juli | Sonny Dallas                                   | US-amerikanischer Jazzmusiker                                                                                 | 75    |       |
| 22. Juli | László Kovács                                  | ungarischer Kameramann                                                                                        | 74    |       |
| 22. Juli | Ulrich Mühe                                    | deutscher Schauspieler und Regisseur                                                                          | 54    |       |
| 22. Juli | Sidney S. Novaresi                             | US-amerikanischer Offizier, Generalmajor der US Air Force                                                     | 85    |       |
| 22. Juli | George Otis                                    | US-amerikanischer Evangelist                                                                                  | 90    |       |
| 22. Juli | Juan Félix Pepén y Solimán                     | dominikanischer Geistlicher, Bischof des Bistums Nuestra Señora de la Altagracia en Higüey                    | 87    |       |
| 22. Juli | Jean Stablinski                                | französischer Profi-Radrennfahrer                                                                             | 75    |       |
| 22. Juli | Alois Tampier                                  | österreichischer Geistlicher und Dichter                                                                      | 94    |       |
| 22. Juli | Gerhard Thielcke                               | deutscher Ornithologe und Umweltschützer                                                                      | 76    |       |
| 23. Juli | Tom Davis                                      | Politiker der Cook-Inseln                                                                                     | 90    |       |
| 23. Juli | Ernst Otto Fischer                             | deutscher Chemiker                                                                                            | 88    |       |
| 23. Juli | Tor Kamata                                     | US-amerikanischer Wrestler                                                                                    | 70    |       |
| 23. Juli | Chaney Kley                                    | US-amerikanischer Schauspieler                                                                                | 34    |       |
| 23. Juli | Daniel E. Koshland                             | US-amerikanischer Biochemiker                                                                                 | 87    |       |
| 23. Juli | Liny Kull                                      | Schweizer Malerin und Mosaizistin                                                                             | 88    |       |
| 23. Juli | Benjamin Libet                                 | US-amerikanischer Physiologe                                                                                  | 91    |       |
| 23. Juli | Walter Ludewig                                 | deutscher Unternehmer                                                                                         | 97    |       |
| 23. Juli | Jon Marks                                      | britischer Jazzmusiker (Piano)                                                                                | 60    |       |
| 23. Juli | Ron Miller                                     | US-amerikanischer Songwriter und Produzent                                                                    |       |       |
| 23. Juli | André Milongo                                  | kongolesischer Politiker, Premierminister der Republik Kongo (1991–1992)                                      | 71    |       |
| 23. Juli | Detlef Rochner                                 | deutscher Sozialaktivist                                                                                      | 47    |       |
| 23. Juli | Mohammed Sahir Schah                           | afghanischer König (1933–1973)                                                                                | 92    |       |
| 23. Juli | Hans Georg Schmid                              | Schweizer Pilot                                                                                               | 58    |       |
| 23. Juli | Mirsha Serrano                                 | mexikanischer Fußballspieler                                                                                  | 28    |       |
| 23. Juli | George Tabori                                  | britischer Theaterautor, Theaterregisseur und Journalist                                                      | 93    |       |
| 24. Juli | Thorstein Aaby                                 | norwegischer Gitarrist                                                                                        | 36    |       |
| 24. Juli | Hans-Georg Ambrosius                           | deutscher bildender Künstler                                                                                  | 41    |       |
| 24. Juli | Giorgio Anglesio                               | italienischer Fechter                                                                                         | 85    |       |
| 24. Juli | Alice Borchardt                                | US-amerikanische Schriftstellerin                                                                             | 67    |       |
| 24. Juli | Albert Ellis                                   | US-amerikanischer Psychologe und kognitiver Verhaltenstherapeut                                               | 93    |       |
| 24. Juli | Jürgen Girgensohn                              | deutscher Politiker (SPD), MdL                                                                                | 82    |       |
| 24. Juli | Gerd Hatje                                     | deutscher Verleger                                                                                            | 92    |       |
| 24. Juli | Lawrence Khai Saen-Phon-On                     | thailändischer Geistlicher, Erzbischof des Erzbistums Thare und Nonseng in Sakon Nakhon, Thailand             | 78    |       |
| 24. Juli | Wilhelm Lauer                                  | deutscher Geograph und Klimatologe                                                                            | 84    |       |
| 24. Juli | Mirosław Nahacz                                | polnischer Schriftsteller                                                                                     | 22    |       |
| 24. Juli | Hubert Patrick O’Connor                        | kanadischer Geistlicher, Bischof von Prince George, British Columbia, Kanada                                  | 79    |       |
| 24. Juli | Erich Pawlak                                   | deutscher Fußballspieler                                                                                      | 73    |       |
| 24. Juli | D. D. Ryan                                     | US-amerikanische Herausgeberin                                                                                | 79    |       |
| 25. Juli | Svein Byhring                                  | norwegischer Schauspieler                                                                                     | 75    |       |
| 25. Juli | Bjørn Egge                                     | norwegischer Kriegsveteran und Präsident des norwegischen Roten Kreuzes                                       | 88    |       |
| 25. Juli | Bernd Jakubowski                               | deutscher Fußballtorwart                                                                                      | 54    |       |
| 25. Juli | Finn Mickelborg                                | dänischer Maler und Jazzmusiker                                                                               | 74    |       |
| 25. Juli | Lidija Nikolajewna Smirnowa                    | sowjetische und russische Schauspielerin                                                                      | 94    |       |
| 26. Juli | Paul Beaulieu                                  | kanadischer Diplomat und Journalist                                                                           | 94    |       |
| 26. Juli | Lars Forssell                                  | schwedischer Autor und Kabarettist                                                                            | 79    |       |
| 27. Juli | Gerhard Aßfahl                                 | deutscher Pädagoge und Heimatforscher                                                                         | 103   |       |
| 27. Juli | Victor Frunză                                  | rumänischer Schriftsteller und Dissident                                                                      | 72    |       |
| 27. Juli | Leo Grills                                     | australischer Schauspieler                                                                                    | 79    |       |
| 27. Juli | Peter Hans                                     | deutscher Politiker (CDU), MdL                                                                                | 57    |       |
| 27. Juli | Fannie Hillsmith                               | US-amerikanische Malerin und Druckgrafikerin                                                                  | 95    |       |
| 27. Juli | Denah Lida                                     | US-amerikanische Romanistin und Hispanistin                                                                   | 83    |       |
| 27. Juli | Eleanor Josephine Macdonald                    | US-amerikanische Krebsforscherin                                                                              | 101   |       |
| 27. Juli | Jakob Marquardt                                | deutscher Industrieller und Lobbyist                                                                          | 78    |       |
| 27. Juli | James Oyebola                                  | britischer Boxer                                                                                              | 46    |       |
| 27. Juli | Helmut Seidel                                  | deutscher Philosoph                                                                                           | 78    |       |
| 27. Juli | William Tuttle                                 | US-amerikanischer Maskenbildner                                                                               | 95    |       |
| 27. Juli | Sybil Werden                                   | deutsche Schauspielerin und Tänzerin                                                                          | 82    |       |
| 28. Juli | Theo Altmeyer                                  | deutscher Tenor und Hochschullehrer, Professor für Gesang                                                     | 76    |       |
| 28. Juli | Hinrich Buß                                    | deutscher lutherischer Theologe und Geistlicher                                                               | 70    |       |
| 28. Juli | Anton Immendorf                                | deutscher Maurermeister, Bauunternehmer und Handwerksfunktionär                                               | 85    |       |
| 28. Juli | Isidore Isou                                   | französischer Autor                                                                                           | 82    |       |
| 28. Juli | Karl Istaz                                     | belgischer Wrestler                                                                                           | 82    |       |
| 28. Juli | Kazi Lhendup Dorji Khangsarpa                  | indischer Politiker                                                                                           | 103   |       |
| 28. Juli | Bao Long                                       | vietnamesischer Kronprinz                                                                                     | 71    |       |
| 28. Juli | Leopold Maderthaner                            | österreichischer Politiker der ÖVP                                                                            | 71    |       |
| 28. Juli | Sal Mosca                                      | US-amerikanischer Jazzmusiker                                                                                 | 80    |       |
| 29. Juli | Art Davis                                      | US-amerikanischer Kontrabassist                                                                               | 72    |       |
| 29. Juli | Michael Diekamp                                | deutscher Tänzer, Tanzpädagoge und Choreograf                                                                 | 68    |       |
| 29. Juli | Arnold Guillet                                 | Schweizer Verleger und Publizist                                                                              | 85    |       |
| 29. Juli | Endre Kovács                                   | ungarischer Ordensgeistlicher, römisch-katholischer Weihbischof im Erzbistum Eger, Ungarn                     | 79    |       |
| 29. Juli | Jimmy Nelson                                   | US-amerikanischer Bluessänger und Komponist                                                                   | 88    |       |
| 29. Juli | Michel Serrault                                | französischer Schauspieler                                                                                    | 79    |       |
| 29. Juli | Jürgen Wahl                                    | deutscher Archäologe                                                                                          | 56    |       |
| 29. Juli | Anke Wolf                                      | deutsche Reiterin                                                                                             | 40    |       |
| 30. Juli | Michelangelo Antonioni                         | italienischer Filmregisseur, Autor und Maler                                                                  | 94    |       |
| 30. Juli | Ingmar Bergman                                 | schwedischer Regisseur                                                                                        | 89    |       |
| 30. Juli | Wilhelm Brunkhorst                             | deutscher Schneidermeister und Politiker (CDU), MdL                                                           | 71    |       |
| 30. Juli | Josep Coll Bardolet                            | spanischer Kunstmaler                                                                                         |       |       |
| 30. Juli | Abram Iljitsch Fet                             | sowjetischer Mathematiker                                                                                     |       |       |
| 30. Juli | Karl Peter Grotemeyer                          | deutscher Mathematiker und Hochschullehrer                                                                    | 79    |       |
| 30. Juli | Ali Meschkini                                  | schiitischer Geistlicher mit dem religiösen Titel Ayatollah und iranischer Politiker                          |       |       |
| 30. Juli | Louis Moyse                                    | französischer Musiker                                                                                         | 94    |       |
| 30. Juli | Makoto Oda                                     | japanischer Schriftsteller                                                                                    | 75    |       |
| 30. Juli | Teoctist I.                                    | rumänischer Geistlicher, Erzbischof von Bukarest, Metropolit der Ungarisch-Walache und Patriarch von Rumänien | 92    |       |
| 30. Juli | Anne Vrana-O’Brien                             | US-amerikanische Leichtathletin                                                                               | 95    |       |
| 30. Juli | Bill Walsh                                     | US-amerikanischer American-Football-Trainer                                                                   | 75    |       |
| 30. Juli | Ziroli Winterstein                             | deutscher Jazzgitarrist                                                                                       | 53    |       |
| 30. Juli | Wen Xingyu                                     | chinesischer Schauspieler                                                                                     | 66    |       |
| 31. Juli | Giuseppe Baldo                                 | italienischer Fußballspieler                                                                                  | 93    |       |
| 31. Juli | Jürgen Beckelmann                              | deutscher Journalist und Schriftsteller                                                                       | 74    |       |
| 31. Juli | Thomas Bristow                                 | britischer Ruderer                                                                                            | 96    |       |
| 31. Juli | Norman Cohn                                    | britischer Historiker und Schriftsteller                                                                      | 92    |       |
| 31. Juli | Per Brinch Hansen                              | dänischer Informatiker                                                                                        | 68    |       |
| 31. Juli | Pablo Hormazábal                               | chilenischer Fußballspieler                                                                                   | 83    |       |
| 31. Juli | Terry Winter Owens                             | US-amerikanische Komponistin, Pianistin und Cembalistin                                                       |       |       |
| 31. Juli | Hilde Sicks                                    | deutsche Volksschauspielerin                                                                                  | 86    |       |
| 31. Juli | Rodney David Wingfield                         | Schriftsteller und Autor von Kriminalhörspielen                                                               | 79    |       |
| Juli     | Saddeka Arebi                                  | libysch-US-amerikanische Anthropologin und Autorin                                                            |       |       |
| Juli     | Marcel Bereșoaie                               | rumänischer Boxer                                                                                             | 43    |       |
| Juli     | Hilary Blake                                   | US-amerikanische Singer-Songwriterin                                                                          |       |       |
| Juli     | Alfio Caltabiano                               | italienischer Stuntman, Schauspieler und Regisseur                                                            |       |       |
| Juli     | Hannes Hopf                                    | deutscher dadaistischer Künstler                                                                              |       |       |
| Juli     | Michael Reardon                                | US-amerikanischer Bergsteiger                                                                                 | 42    |       |
| Juli     | Barbara Kathleen Snow                          | britische Ornithologin und Geologin                                                                           | 86    |       |
| Juli     | George Thomson                                 | schottischer Fußballspieler                                                                                   | 70    |       |